# Quentalia maevia
Quentalia maevia är en fjärilsart som beskrevs av Druce 1898. Quentalia maevia ingår i släktet Quentalia och familjen silkesspinnare. Inga underarter finns listade.